# Phytoliriomyza
Genre
Phytoliriomyza est un genre de diptères de la famille des Agromyzidae.

## Lien
- Phytoliriomyza, Catalogue of Life